# Geotrygon chrysia
Geotrygon chrysia là một loài chim trong họ Columbidae.